# Jan Szachułowicz
Jan Szachułowicz (ur. 1929, zm. 10 lutego 2010) – polski prawnik, profesor nauk prawnych, nauczyciel akademicki Wydziału Prawa i Administracji Uniwersytetu Warszawskiego.

## Życiorys
Tytuł profesora w zakresie nauk prawnych uzyskał 15 marca 2002. Zajmował się prawem administracyjnym, cywilnym, rolnym oraz gospodarką nieruchomościami. Był profesorem Zakładu Prawa Rolnego Wydziału Prawa i Administracji UW, pracownikiem Wydziału Ekonomiki Rolnictwa Szkoły Głównej Gospodarstwa Wiejskiego oraz kierownikiem Zespołu Prawa Rolnego w Akademii Rolniczo-Technicznej w Olsztynie.
Był sędzią Sądu Najwyższego, szefem Służby Cywilnej, a w latach 1994–1998 członkiem Rady Legislacyjnej.
Pochowany w Milanówku.

## Wybrane publikacje
- Gospodarka nieruchomościami, 2001, 2002, 2003, 2005
- Własność publiczna : powstanie, przekształcanie, funkcje, zarządzanie, 2000
- Artykuł 20 ustawy o zwalczaniu alkoholizmu jako środek ochrony rodziny, 1965
- Indywidualne gospodarstwo rolne jako przedmiot wspólności ustawowej małżeńskiej, 1979